# Cowboys (canção)
"Cowboys" é uma canção da cantora estadunidense Slayyyter, contida em seu álbum de estreia, Troubled Paradise (2021). Foi composta pela própria em conjunto com Dave Burris e Micah Jasper, e sendo produzida pelos dois últimos. A faixa foi lançada em 9 de abril de 2021, através da gravadora Fader Label, servindo como o quinto single do disco.

## Fundo
O título da faixa vazou pela primeira vez em agosto de 2020, junto com o resto da lista de faixas do álbum. No final de março de 2021, uma versão LQ da capa do single vazou. Em 5 de abril, Slayyyter fez uma postagem enigmática no Instagram e escreveu na legenda a frase “Esta não é a minha primeira vez em um rodeio…”, e no dia seguinte via Twitter revelou a capa do single e sua data de lançamento para 9 de abril, acompanhado por um videoclipe. A arte da capa foi fotografada e desenhada pela Revolving Style e logotipo foi feito pela Glitchmood. Nela a cantora aparece montada sob um cavalo, trajando uma jaqueta colorida e um chapéu de cowboy preto coberto com uma "cortina" de pedras negras sobre seus olhos, ao fundo aparece o título da canção em texto platinado com iluminação verde neon. No dia seguinte, ela compartilhou trechos do videoclipe em sua conta no Instagram.

## Composição e letras
"Cowboys" foi escrita por Slayyyter em conjunto com Dave Burris e Micah Jasper, sendo produzida por Burris e Jasper e dura 3 minutos e 38 segundos. Em vez do hiper-pop glitchy de seus lançamentos anteriores, em  "Cowboys" a cantora canta sobre um riff de guitarra difuso em um estilo mais parecido com o pop barulhento de Sleigh Bells ou de Charli XCX. A música também está repleta de referências a filmes de faroeste e cowboys, incluindo John Wayne, sendo “rápido para tirar” e sons de tiros antiquados.
Com referências ao oeste selvagem não apenas liricamente e sonoramente, esta faixa conta uma história onde Slayyyter mudou de um ex-amante e exclama que ela não permitirá que essa pessoa nem ninguém quebrem seu coração por causa de experiências passadas que ela teve. Ao longo da música, Slayyyter canta que essa pessoa ainda tenta chamá-la para encontros à noite e também expressa que essa pessoa a fantasiou no passado enquanto seu relacionamento progredia nesses encontros de uma noite. Essa pessoa só vê Slayyyter para alguém que tem relações sexuais, embora ela possa ter se sentido diferente e, na verdade, queria mais do que encontros sexuais com essa pessoa.

## Videoclipe
Um videoclipe foi lançado no mesmo dia do lançamento da canção em sua conta oficial no YouTube. O videoclipe foi dirigido por Patrick Keohane e SLEEPBOY. O vídeo inspirado em filmes de faroeste, com filmagens tradicionais em preto-e-branco combinadas com fotos nebulosas cheias de fumaça de néon de Slayyyter cantando levianamente para a câmera. Ela expõe suas queixas a um amante fazendo rap e cantando sobre uma batida de guitarra fantasticamente produzida. Ela se inclina para o acampamento do oeste com letras como "Bangue, bangue, me derrubou na primeira noite/Deveria saber que isso terminaria em um tiroteio/Ele era meu John Wayne na luz da lua/Em seguida, sumiu com o nascer do sol".

## Faixas e formatos
| Download digital |           |         |  |
| N.º              | Título    | Duração |  |
| 1.               | "Cowboys" | 3:38    |  |

## Histórico de lançamento
| Região | Data               | Formato(s)                 | Versão   | Gravadora(s) | Ref.         |
| ------ | ------------------ | -------------------------- | -------- | ------------ | ------------ |
| Várias | 9 de abril de 2021 | Download digital streaming | Original | Fader        | [ 8 ] [ 13 ] |